# Trang Tắc Đống
Trang Tắc Đống (25 tháng 8 năm 1940 - 10 tháng 2 năm 2013), người Dương Châu, từng là một vận động viên bóng bàn Trung Quốc. Ông đã ba lần vô địch giải bóng bàn thế giới và vô địch tại một số sự kiện bóng bàn khác, cũng là một nhân vật nổi tiếng về mặt chính trị trong Cách mạng Văn hóa. Cuộc gặp gỡ tình cờ giữa ông và cầu thủ bóng bàn Hoa Kỳ Glenn Cowan trong Giải vô địch bóng bàn thế giới lần thứ 31, sau này được gọi là ngoại giao bóng bàn, được nhìn nhận tại Trung Quốc là đã phá tan băng trong quan hệ Trung-Mỹ từ năm 1949. Trang Tắc Đống từng kết hôn với nghệ sĩ dương cầm Bào Huệ Kiều (鮑蕙蕎), người vợ thứ hai của ông là một người Nhật sinh tại Trung Quốc tên là Sasaki Atsuko (佐々木敦子).